# Simone Verovio
Simone Verovio (Bois-le-Duc fl.  1575 – Rome, 17 décembre 1608) est un calligraphe, graveur, imprimeur et éditeur de musique néerlandais. 

## Biographie
Simone Verovio naît — peut-être avec le nom Simon Werrewick  — à Bois-le-Duc et déménage à Rome au plus tard en 1575. 
En 1586, il commence l'impression des livres de musique avec Intabolatura da leuto del divino Francesco da Milano, à l'aide de plaques gravées. Ce sont certains des premiers ouvrages musicaux publiés dans cette manière. Certains des livres qu'il imprime semblent avoir été gravées par Martinus Van Buyten, cependant, à travers les différentes éditions, il y a des changements d'attribution. 
À part une série d'anthologie de canzonette spirituali, où figure outre les parties vocales, une tablature pour luth ou clavier (Duetto Spirituale, 1589 ; Canzonette a Quattro Voci, 1591 ; Lodi della Musica, 1595, etc.), il imprime trois œuvres musicalement importantes : les Madrigali (1601) de Luzzasco Luzzaschi et les livres de Toccate d'intavolatura (1598, 1604) de Claudio Merulo. 
Plusieurs musiciens du début du XVIIe siècle, nommés Verovio sont probablement ses enfants : Giacomo (fl.  1607), chanteur de l'Oratoire des Philippins ; Giovanni (fl.  1614), également chanteur ; Michelangelo del Violino et La Verovia, religieuse du couvent du Saint-Esprit, célèbre pour son chant.